# Italienska Cyrenaica

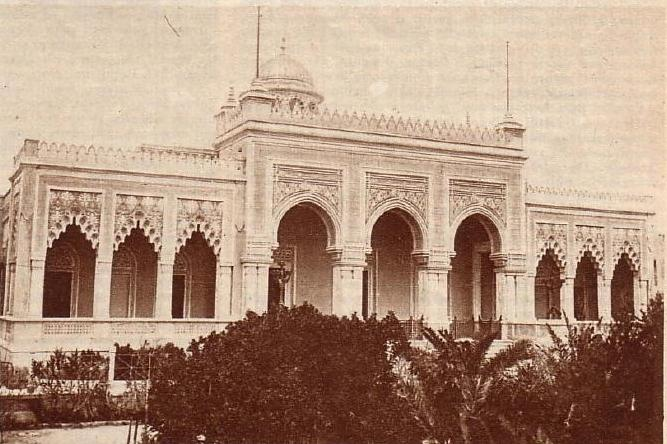
"Palazzo Littorio", senare "Cyrenaicas parlament", byggdes 1927

Italienska Cyrenaica var en italiensk  besittning i det som senare kom att bli Libyen, mellan 1927 och 1934. Det ingick i Italienska Nordafrikaterritorierna som man erövrat från Osmanska riket 1911.

## Historik
Italienska Cyrenaica skapades 1927, då det liksom and Italienska Tripolitanien blev fristående besittningar inom Italienska Nordafrika. 1934 blev Italienska Cyrenaica del av Italienska Libyen.
Under 1920-talet utkämpades stridigheter i Cyrenaica mellan italienska kolonialstyrkor och lokala rebeller som slogs för oberoende. 1931 fångades rebelledaren Omar Mukhtar in och avrättades. 
I Cyrenaica bodde vid 1930-talets slut över 20 000 italienska bosättare, främst längsmed kusten. Detta ledde till stark ekonomisk utveckling under 1930-talets andra hälft.
I Cyrenaica bildades 1938, åt de italienska bosättarna, byarna Baracca, Maddalena, Oberdan, D’Annunzio och Battisti  1938, samt  Mameli and Filzi och 1939. 
För libyska familjer (som bidrag med många soldater i de två italiensk-libyska divisionserna: Första libyska divisionen Sibelle och Andra libyska divisionen Pescatori) skapades i Cyrenaica byarna Gedida-Nuova, Nahida-Risorta, Zahra- Fiorita och el-Fager-Alba.

## Infrastruktur
Under framför allt 1930-talet byggdes infrastrukturen ut; med en kustväg mellan Tripoli och Benghazi, järnvägarna Benghazi-Barce och Benghazi-Soluch, och Benghazis hamn byggdes ut. 

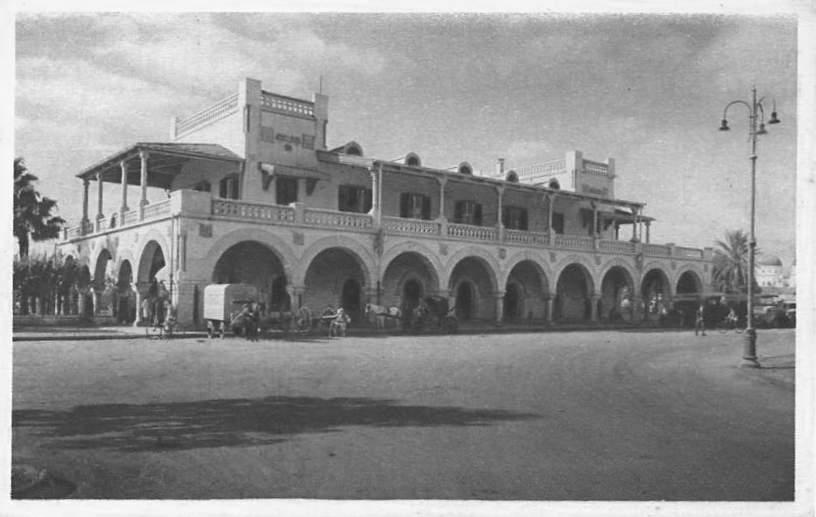
Benghazis järnvägsstation 1930

Några byar med all kcommunication (och infrastruktur) byggdes under 1930-talet vid Cyrenaicas kuster.

### Fotnoter
1. ↑  Chapter Libya-Cyrenaica (italienska)

- Wikimedia Commons har media som rör Italienska Cyrenaica.